# Keratobrachyops
Keratobrachyops is een geslacht van uitgestorven trematosauride temnospondylen, gevonden in de Arcadia-formatie van Queensland, Australië, dat leefde tijdens het Trias. Men dacht dat het een basale chigutisauriër was, maar men denkt nu dat het een basale brachyopomorf is die nauw verwant is aan het geslacht Bothriceps, en er mogelijk zelfs een jonger synoniem van is.
In 1981 benoemde Anne A. Warren-Howie de typesoort Keratobrachyops australis. De geslachtsnaam betekent 'hoornbreedgezicht'. De soortaanduiding betekent 'de zuidelijke'.
Het holotype is QMF10115, een gedeeltelijke schedel gevonden bij de Duckworth Creek. Op dezelfde locatie werden de specimina QMF 10116 aangetroffen: een achterste deel van een schedel, en QMF10117, een linkeronderkaak.